# Historia de Europa
La historia de Europa se refiere al conjunto de sucesos  relativos al continente europeo, desde que fue poblado por los primeros seres humanos hasta la actualidad.
El Homo sapiens habría aparecido hace unos 130 000 años en África, según la opinión científica mayoritaria. La llegada del Homo sapiens al continente de Europa podría haberse dado desde el Cercano Oriente, donde se asentaron entre 40 000 y 25 000 a. C. (Paleolítico Superior).
La Antigüedad clásica está dominada por el influjo de la civilización greco-latina sobre el resto de Europa. La fragmentación política de Europa y los sucesivos intentos forzados de unificación sumieron al continente en numerosos conflictos y guerras durante la Edad Media, como la guerra de los Cien Años (que duró más de un siglo).
La Edad Moderna marca para Europa el inicio de procesos que mucho después darán lugar a la globalización, y es el tiempo en el que los conflictos bélicos se hicieron cada vez más desastrosos, como la llamada guerra de los Treinta Años. Los procesos económicos y el desarrollo científico y tecnológico se aceleraron en desmedro de otros continentes de manera mucho más notoria durante la Edad Contemporánea, produciendo tensiones por competencias que desencadenaron más guerras (como las guerras napoleónicas y las guerras mundiales). Hoy los procesos tendentes a la unificación europea se procuran pacíficamente, tal es el caso de la formación de la Unión Europea, si bien no exenta de avances y retrocesos.

## Antigüedad

### Protohistoria
Las evidencias arqueológicas y lingüísticas sugieren que durante el III milenio a. C., contingentes importantes de pueblos que hablaban lenguas indoeuropeas entraron en Europa, encontrándose con poblaciones preindoeuropeas cuyo origen no es fácil de precisar. Los diversos pueblos indoeuropeos del II milenio a. C. ya hablaban lenguas diferentes, en particular en durante el milenio I a. C. ya es posible distinguir los grupos lingüísticos presentes en la actualidad: pueblos celtas, pueblos germanos, pueblos baltos y eslavos, pueblos itálicos, pueblos paleobalcánicos y pueblos helénicos (algunas ramas indoeuropeas como los daco-albaneses no se testimoniarían hasta más tarde).
No se conoce mucho sobre la lengua o la identidad étnica de los pueblos asentados en Europa antes de las migraciones indoeuropeas, se conoce que los aquitanos, los iberos, los taresios y etruccos y retios hablaban lenguas no indoeuropeas que se conocen muy imperfectamente, al igual que la lengua de los minoicos (eteocretense) o el eteochipriota.

### Europa grecorromana y Europa bárbara

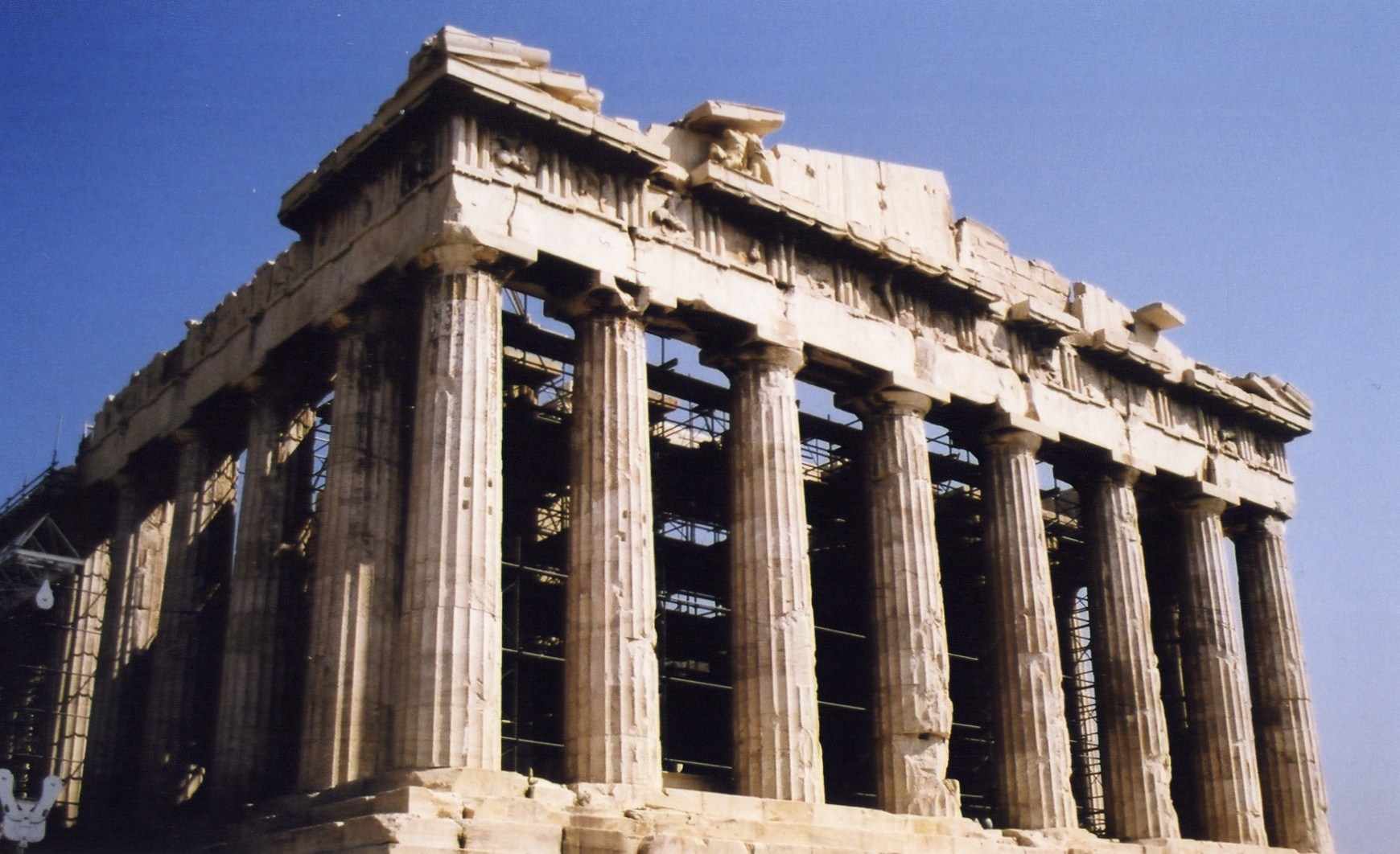
El Partenón en la Acrópolis de Atenas es un símbolo universal de la antigua Grecia y uno de los principales testimonios la civilización occidental.

Evolución territorial del Imperio romano:
-República (rojo)
-El Imperio (púrpura)
-El Imperio Occidental (azul)
-El Imperio Oriental (amarillo).

Hacia el año 3000 a. C., por influencia de la cultura del Medio Oriente, en la isla de Creta surgió una civilización que construyó un imperio marítimo que abarcó a todo el mar Egeo, y que comerció con Egipto y el Levante.
Los griegos se estructuraron políticamente en torno a comunidades autónomas llamadas polis ("ciudad-estado"). A diferencia de otras culturas, los griegos nunca formaron un solo gran imperio; cuando fueron unificados, sucedió por obra de invasores externos (macedonios y romanos), y no por sí mismos.
Por su parte, los griegos emprendieron dos oleadas colonizadoras, a Jonia primero, y luego por toda la cuenca del mar Mediterráneo y el mar Negro posteriormente, fundando las ciudades que después serían Marsella, Nápoles, Tarento, Síbaris, Bizancio, etc. Aunque centrándose en África, los fenicios y cartagineses también llevaron a cabo labores de fundación de ciudades en Europa, incluyendo a Tartessos y Cartagena. En el norte de Italia, de manera paralela, surgió la cultura de los etruscos.
Durante la segunda mitad del Primer Milenio, el Mediterráneo se convirtió en campo de batalla para distintas potencias políticas. Atenas intentó hacerse con la hegemonía del Mediterráneo a través de la Liga de Delos, a la vez que vivió un período de esplendor durante el llamado Siglo de Pericles, pero colapsó después de su derrota en las Guerras del Peloponeso (431 a. C.-404 a. C.). Siguió un siglo de inestabilidad en Grecia, hasta que Filipo II la unificó bajo su hegemonía. Posteriormente, Alejandro Magno emprendió la conquista del mundo oriental, y aunque después de su muerte (323 a. C.) las potencias orientales volvieron a ser independientes, Macedonia permaneció como gran potencia.
En el Occidente, por su parte, empezó a surgir el poderío de la República Romana. Esta se enfrentó a los etruscos en una larga serie de guerras, que culminaron con la anexión de las principales ciudades etruscas hacia 250 a. C. A la vez se enfrentaron al poderío cartaginés y lo doblegaron en las guerras púnicas (264 a. C.-146 a. C.). Durante el siglo siguiente, los romanos se extendieron por Grecia y por Oriente. En Europa, los romanos siguieron extendiendo sus fronteras tierra adentro, hasta que en la época de Octavio Augusto (31 a. C.-14 d. C.), el Imperio romano cubría todas las tierras europeas al sur de los ríos Rin y Danubio.
En este proceso de expansión, los romanos destruyeron la cultura de los celtas en Hispania y en la Galia.[cita requerida] Después, al saltar a Gran Bretaña en el año 43, los romanos destruyeron los núcleos celtas en Inglaterra y Gales.[cita requerida] Con todo, la cultura druidídica se conservó en Irlanda y Escocia.
Al otro lado del río Rin, por su parte, vivían las tribus de los germanos. No formaron un reino unificado, sino que eran colecciones de tribus comandadas por un rey y una aristocracia tribal. Algunas tribus de germanos intentaron cruzar la frontera y atacar a los romanos, aunque sin éxito (los cimbrios y teutones, por ejemplo). Durante los cuatro siglos que van desde la época de Julio César hasta la de Teodosio el Grande, la frontera de los ríos Rin y Danubio fue efectivamente el límite entre la cultura de los romanos y la de los germanos.

### Colapso grecorromano y reinos germanorromanos
En el año 235, el Imperio romano entró en un período de caos y confusión, del cual salió medio siglo después, pero fuertemente debilitado, y con una economía y políticas de corte marcadamente más totalitarias; este nuevo régimen se denomina el Dominado. Durante esta crisis, los bárbaros germanos empezaron a presionar con mayor fuerza al Imperio romano, e incluso colonizaron (o fueron llamados como colonos) a varias tierras romanas fronterizas.
En esta época, dentro del Imperio romano, prosperó la religión del cristianismo. En 313, Constantino decretó la tolerancia religiosa hacia los cristianos en el llamado "Edicto de Milán", mientras que en 395, Teodosio el Grande proclamó al cristianismo como religión oficial del Imperio. En este período, y en particular desde el Concilio de Nicea en adelante, el cristianismo desarrolló fuertes estructuras jerárquicas, además de desarrollar fuertemente la doctrina y los dogmas de fe. En ese sentido, el cristianismo empezó a desarrollar la fisonomía que presentaría la Iglesia católica durante la Edad Media.[cita requerida]
En el año 378, en la batalla de Adrianópolis, los germanos infligieron una dura derrota a los romanos. A partir de entonces la presión de los germanos aumentó aún más. En 406 cruzaron el Rin, y ante la impotencia de los romanos, se instalaron en varias tierras del Imperio. En 410, los visigodos saquearon Roma (por primera vez en siete siglos la ciudad imperial es hollada), y los vándalos repiten esto en 455. Aunque todavía nominalmente en pie, el Imperio romano se disgrega. En 476, Odoacro (jefe de la tribu de los hérulos) toma el poder, pero en vez de proclamarse Emperador, envía las enseñas imperiales a Bizancio, terminando así de iure el Imperio romano de Occidente.
Los caudillos germánicos se lanzaron entonces, durante los siglos V y VI, a varias guerras que los debilitaron políticamente. Hacia el año 600 sobrevivían solo los reinos de los visigodos, los lombardos, los francos y los anglosajones. Estas monarquías eran verdaderas aristocracias militares, en las que el rey era más un "primus inter pares" que un verdadero monarca absoluto.

## La primera Edad Media

### Las sombras de Roma
Después de la desintegración del mundo antiguo como consecuencia de las irrupciones de los pueblos germánicos: Bélgica (259), Galia (268-78), Italia (260-70), Tracia, Grecia y Asia Menor (258-69), cuando los persas derrotaron y capturaron al emperador Valeriano (260). viene la época de la Alta Edad Media o de las Edades Oscuras, que abarca el periodo comprendido desde la caída del Imperio romano hasta el feudalismo.  En el año 409 los jutos, anglos y sajones desalojan a los romanos de la Gran Bretaña; En el 490 visigodos y vándalos llegan a España, mientras que los hunos alcanzan Orleáns y Milán. Estas invasiones suponen la disolución y desplazamiento del centro del poder imperial de Roma hacia el norte de Europa en lo que sería el Imperio carolingio.
Los germanos se lanzaron también a la tarea de unificar la sociedad germánica con la romana.[cita requerida] En muchos casos esto se reflejó en un proceso legislativo que tendió a unificar las leyes aplicables a los germanos y a los romanos.[cita requerida] Este proceso legislativo vino a quedar completo en el siglo VII, época en la que ya no era posible distinguir entre ambas poblaciones.[cita requerida]

### Bizantinos y árabes

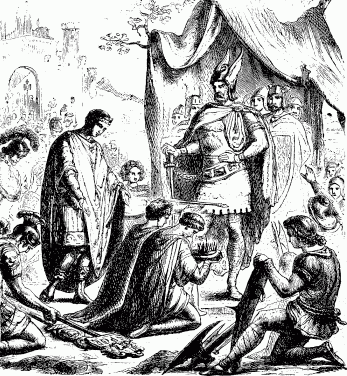
Rómulo Augústulo se entrega a los germanos en el 476.

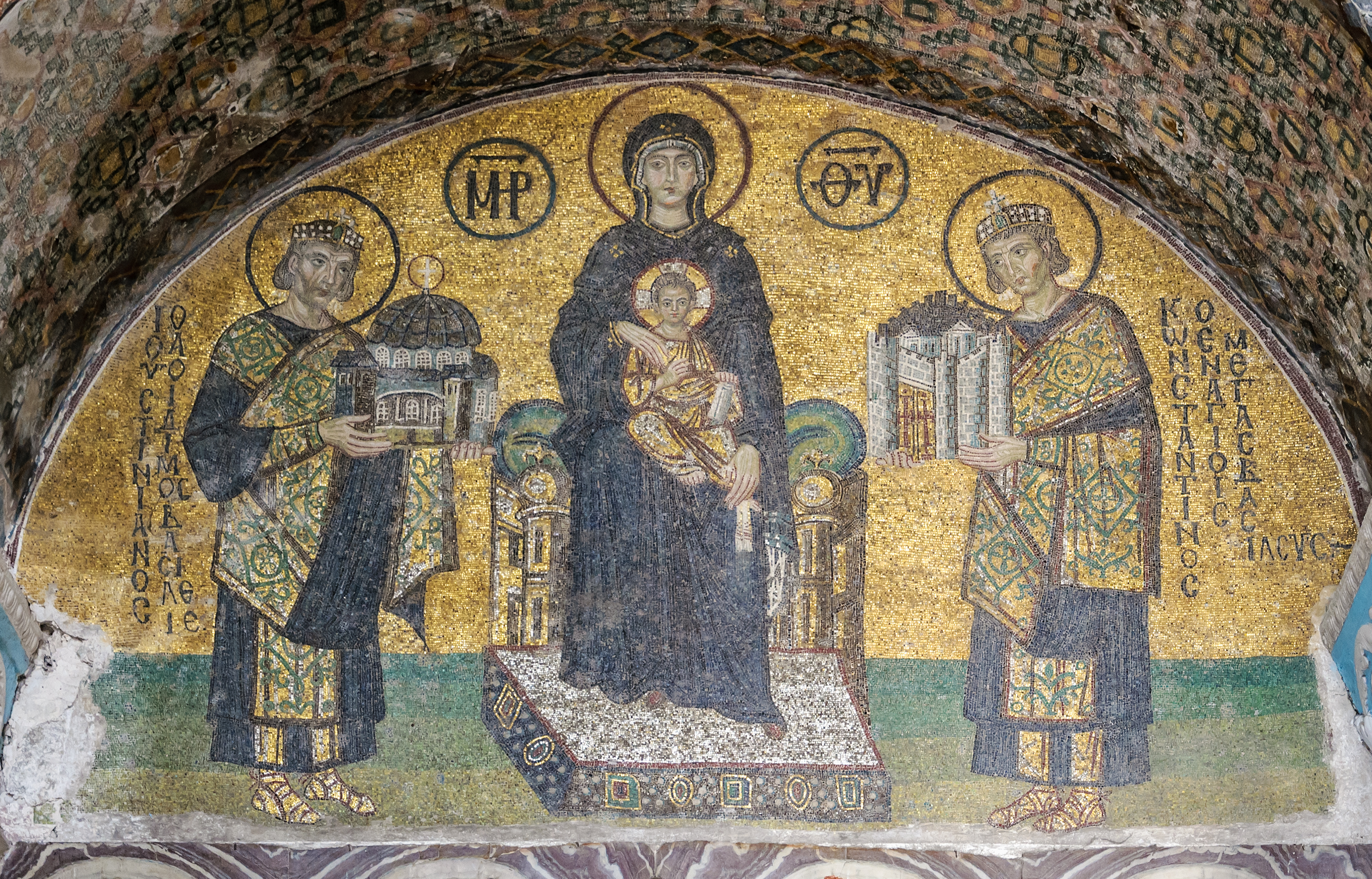
Constantino I y Justiniano I ofreciendo su fidelidad a la Virgen María (Iglesia de Santa Sofía).

Mientras el Imperio romano de Occidente era destrozado por los bárbaros, el Imperio romano de Oriente consiguió sobrevivir. Algunos consideran a Constantino I (reinó 306-337) como el primer "emperador bizantino". Fue él quien trasladó la capital imperial en 324 de Nicomedia a Bizancio, refundándola como Constantinopla, o Nova Roma ( "Nueva Roma"). La ciudad de Roma en sí no había servido como capital desde el reinado de Diocleciano. Otros fechan los inicios del Imperio en el reinado de Teodosio I (379-395) y consideran que el cristianismo se instauró como religión oficial suplantando a la religión pagana romana, tras su muerte en 395, cuando la división política entre el Este y el Oeste se convirtió en permanente. Sin embargo, otros fechan todavía más tarde el inicio del imperio, en 476, cuando Rómulo Augústulo, tradicionalmente considerado el último emperador occidental, fue depuesto, con lo que el único que conservó la autoridad imperial, fue el emperador griego en el Oriente. Otros apuntan a la reorganización del imperio en la época de Heraclio (620), cuando los títulos latinos fueron sustituidos oficialmente con versiones en griego. En cualquier caso, el cambio fue gradual y para la década de 330, cuando Constantino inauguró su nueva capital, el proceso de helenización y el aumento de la cristianización ya estaban en marcha. Se considera generalmente que el imperio terminó después de la caída de Constantinopla bajo los turcos otomanos en 1453.
Bajo la égida de Justiniano I (527-565), los generales bizantinos iniciaron una ambiciosa serie de campañas militares para anexarse los antiguos territorios romanos de Occidente, conquistando el norte de África a los vándalos, Italia a los ostrogodos (aunque por breve tiempo, porque en 568 se apoderaron de ella los lombardos) y partes de Hispania, que consiguieron mantener en su poder hasta 622. Sin embargo, el desgaste de estas guerras, más las emprendidas por Justiniano y sus sucesores contra la potencia persa de los sasánidas, debilitaron mortalmente al Imperio. Además, la Peste de Justiniano afectó al Imperio bizantino, incluida su capital Constantinopla, en los años 541-542. Se estima que la plaga provocó hasta un máximo de 100 millones de muertes en todo el mundo, causando la caída de alrededor del 50 % del número de habitantes de Europa entre 541 y 700. El éxito de las conquistas árabes, también puede haber contribuido a la catástrofe demográfica. En el siglo VII la irrupción de los árabes le asestó al Imperio bizantino un duro golpe, privándolo de sus territorios africanos (incluyendo Egipto), de Palestina y de Siria. A partir de entonces el Imperio bizantino sería una potencia que basaría su poderío en el dominio de la Anatolia y los Balcanes.
Las conquistas árabes llegaron hasta Europa. En el año 711, al mando de Tarik y enviados por el gobernador africano Muza, los árabes conquistaron y destruyeron el Reino Visigótico, y se anexaron buena parte de los territorios de las antiguas provincias romanas de Hispania. Aun así, varios núcleos de  asturianos permanecieron fuera del alcance musulmán, que fueron posteriormente la semilla de los reinos cristianos ibéricos y posteriormente de las  guerras cristianas contra los musulmanes.[cita requerida] En 732, una incursión musulmana contra la Galia fue frenada en la Batalla de Poitiers por Carlos Martel, marcando el máximo de expansión musulmana en Europa. Algo después, en 756, el Emir Abderramán I se independizó del Califato Abasida, y creó en España el Emirato de Córdoba, que se transformó en un importante núcleo del saber y la cultura en la Europa de la Edad Media.

### Cristianismo feudal

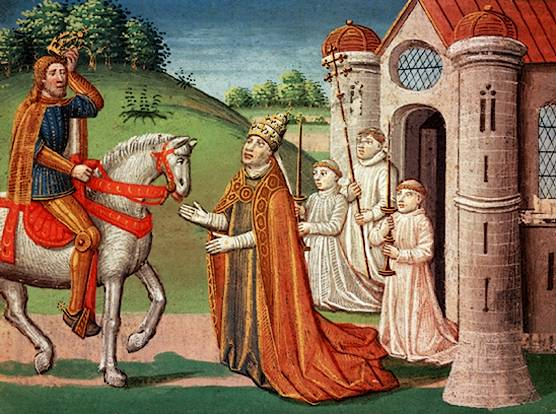
El papa Adriano I pide ayuda a Carlomagno contra la invasión en 772.

En 814 el Imperio franco alcanzó su punto álgido, mientras que Bizancio resistía la conquista musulmana.

Después de la caída del Imperio romano en Occidente en el siglo V, Europa occidental emerge como una nueva civilización. Tras las invasiones bárbaras y la separación del Imperio bizantino (Imperio romano de Oriente), este sobrevivió otro milenio.
El Feudalismo reemplazó al Imperio romano en Europa. La única institución que sobrevivió fue la Iglesia católica, que preservó parte de la cultura romana, y se convirtió en la principal fuente de aprendizaje hasta el siglo XIII. Hasta el año 1000 crece el feudalismo, que debilita al Sacro Imperio Romano y define a la Iglesia Católica como el mayor poder cristiano, ya que el papado no solo tenía su propio estado, sino que atesoraba todo el saber grecorromano y era el guía espiritual de todos los poderosos estados europeos, consiguiendo controlar en muchas ocasiones sus políticas exteriores y de conquistas.

#### Imperio carolingio
La Casa de los Pipínidas, a la que pertenecía como mayordomo de palacio de los francos el mencionado Carlos Martel, pidió el reconocimiento al papado como reyes, y fueron entronizados. La Dinastía Merovingia fue reemplazada así por la Dinastía Carolingia. Como parte del acuerdo entre Pipino el Breve (hijo de Carlos Martel) y el papado, varios territorios italianos fueron entregados a este, transformándose en la semilla de los futuros Estados Pontificios.
El hijo de Pipino el Breve fue Carlomagno, quien gobernó el Imperio carolingio desde 771 hasta su muerte en 814. Carlomagno, aliado con el papa, hacia el año 800, conquista Francia, el oeste de Alemania, gran parte de Italia y partes de otros países. Surge el Sacro Imperio Romano Germánico cuyo emperador intenta dominar al papado que había constituido un estado independiente en el centro de Italia.
Carlomagno protegió al papado, lidiando varias guerras contra sus enemigos tradicionales los lombardos y fortaleciendo el rol social de la Iglesia. Creó también la Escuela Palatina, a cargo de Alcuino de York, y propulsó el llamado Renacimiento carolingio. En política exterior intentó atacar a los musulmanes de España, operación que se vio frustrada por la dura derrota sufrida en la Batalla de Roncesvalles (778), aunque en 804 creó la Marca Hispánica. Libró también una guerra de aproximadamente 30 años contra los sajones, e inició la cristianización de Alemania. Entabló relaciones diplomáticas tanto con el Imperio bizantino como con el Califato Abasida. En el ámbito interno llevó a cabo una serie de reformas administrativas, dividiendo su imperio en marcas y condados, algunos de los cuales sobrevivieron a su Imperio como entes independientes.
Sin embargo, al morir Carlomagno en 814, su heredero Ludovico Pío resultó ser un monarca débil y no pudo proseguir la obra de su antecesor. En 843, los hijos de Ludovico Pío (nietos de Carlomagno) se repartieron el Imperio en el Tratado de Verdún, surgiendo así las coronas de Francia y de Alemania (otro territorio surgido de dicho tratado, la Lotaringia, se desintegró rápidamente).

### Una iglesia dividida

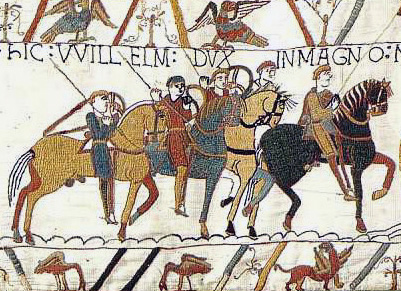
El Tapiz de Bayeux representa la Batalla de Hastings y los acontecimientos que condujeron a ella.

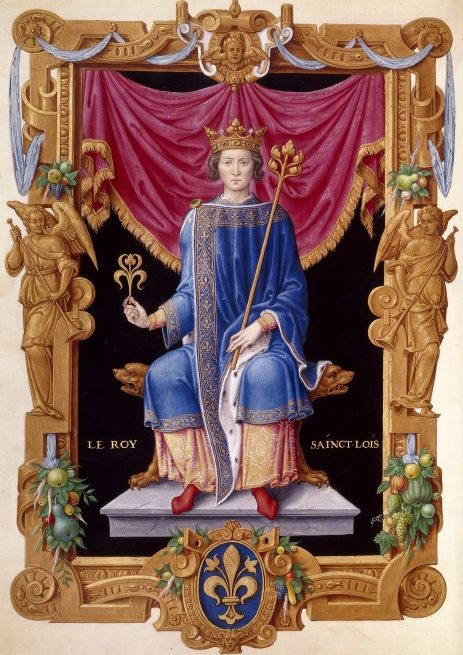
Luis IX de Francia (San Luis), último monarca europeo que emprendiera el camino de las Cruzadas.

## Alto feudalismo

### Guerras santas
Después del Gran Cisma de Oriente y Occidente, el cristianismo occidental fue aprobado por los recién creados reinos de Europa Central: Polonia, Hungría y Bohemia. La Iglesia católica se desarrolló como una gran potencia, dando lugar a conflictos entre el papa y el Emperador. En 1129 la Iglesia Católica estableció la Inquisición para hacer a los europeos occidentales sus miembros por la fuerza. La Inquisición castigaba a aquellos que practican la herejía para que se arrepintiesen. Si no lo hacían, sufrían la pena de muerte. Durante este tiempo muchos nobles gobernaron la iglesia. Los monjes de Cluny consiguieron establecer una iglesia donde no existían los nobles. El papa Gregorio VII, continuó la labor de los monjes con 2 objetivos principales: librar la iglesia del control de los reyes y nobles y aumentar el poder del papa. La influencia de la Iglesia católica había crecido enormemente debido a las conversiones de reyes paganos (Escandinavia, Polonia, Hungría, Lituania ), Reconquista cristiana de Al-Ándalus, y las cruzadas. Como resultado, la mayor parte de Europa era católica en el siglo XV.
Los primeros signos del renacimiento de la civilización en Europa occidental comenzaron a aparecer en el siglo XI, cuando el comercio comenzó de nuevo en Italia, dando lugar a la situación económica y el crecimiento cultural de ciudades-estado independientes, tales como Venecia y Florencia y, al mismo tiempo, los estados-nación empezaron a tomar forma en lugares como Francia, Inglaterra, España y Portugal, aunque el proceso de su formación (por lo general marcado por la rivalidad entre la monarquía, la aristocracia señores feudales y la iglesia) en realidad duró varios siglos. Estos nuevos estados-nación comenzaron a escribir en sus propias lenguas en lugar del tradicional latín. Por otra parte, el Sacro Imperio Romano, basado esencialmente en Alemania e Italia, se vio fragmentado en un sinnúmero de principados feudales o pequeñas ciudades-estado, cuya subordinación al emperador fue solo formal.
Los siglos XIII y XIV, cuando el Imperio mongol llegó al poder, se denomina a menudo la edad de los mongoles. Ejércitos mongoles se extendieron hacia el oeste bajo el mando de Batu Kan. Sus conquistas incluyeron la parte occidental de Rusia (salvo Novgorod, que se convirtió en vasallo), las tierras de los cumanos, Hungría y Polonia (que había permanecido como Estado soberano). Registros mongoles indican que Batu Kan estaba planeando una completa conquista de las restantes potencias europeas, comenzando con un ataque de invierno en Austria, Italia y Alemania, cuando debió regresar a Mongolia tras la muerte del Gran Kan Ogodei. En Rusia, los mongoles de la Horda de Oro gobernaron durante casi 250 años. En Europa, el Centro y el Oriente estaba dominado por el Reino de Polonia, Chequia y Hungría. Hasta la batalla de Grunwald fue también fuerte la Orden Teutónica.

### Peste Negra
La peste negra fue una devastadora pandemia que asoló Europa en el siglo XIV y que causó la muerte de un 30 a un 60 % de la población del continente europeo, reduciendo la población mundial estimada desde 450 millones hasta 350 o 375 millones en el año 1400. La mayor parte de los científicos cree que la peste negra fue un brote de peste bubónica, una terrible enfermedad que se ha extendido en forma de epidemia varias veces a lo largo de la historia. La peste es causada por la bacteria Yersinia pestis que se contagia por las pulgas con la ayuda de la rata negra (Rattus rattus), que hoy conocemos como rata de campo.

## Despertar de Europa

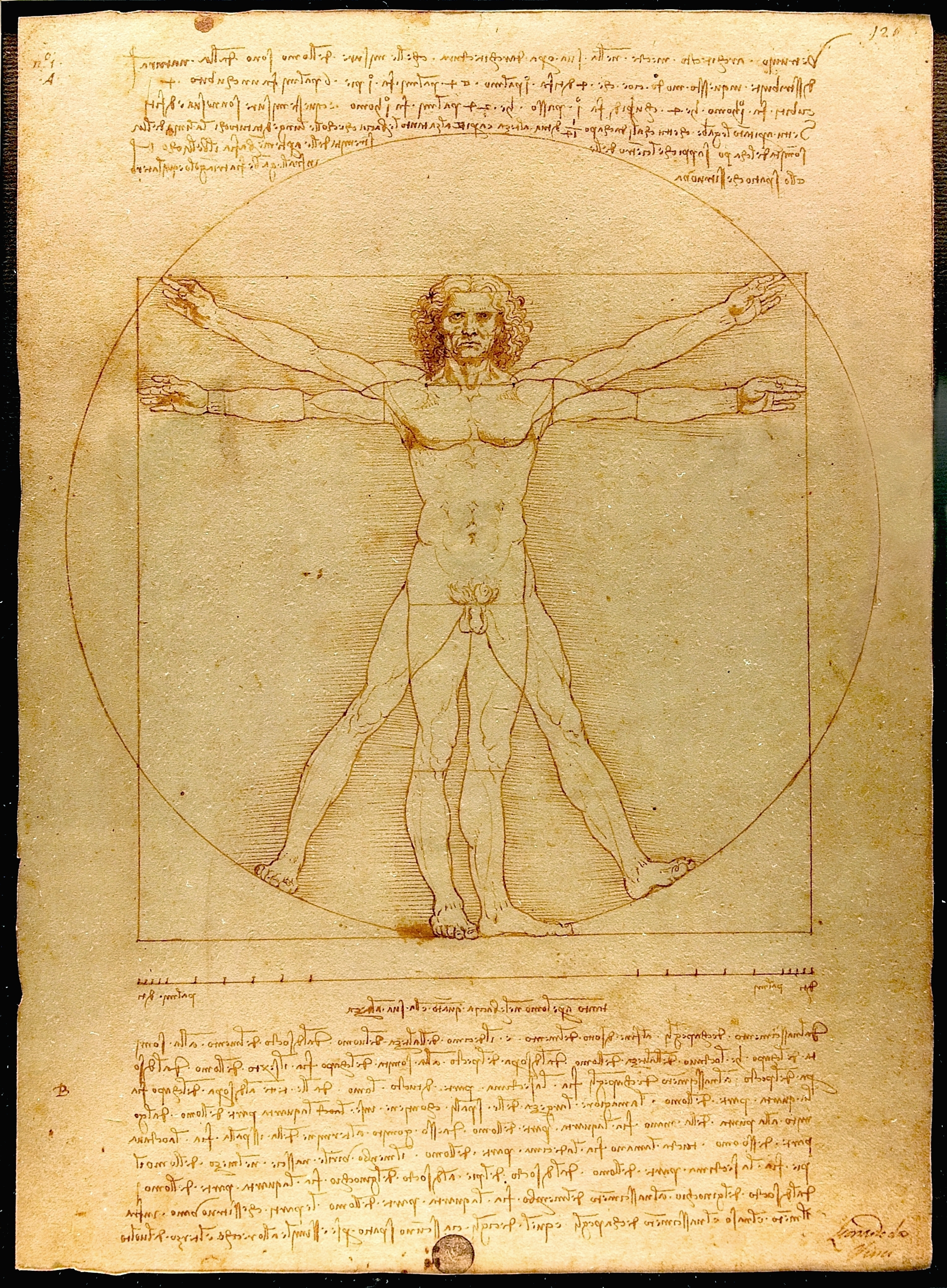
Hombre de Vitruvio de Leonardo da Vinci, ejemplo de la combinación de ciencia y arte.

### Renacimiento
Durante el siglo XV en Francia, Inglaterra y España, nuevos monarcas formaron poderosas naciones. En Francia, destacó Francisco I, mientras que en Inglaterra los reinados de Enrique VIII y sus hijas María I e Isabel I fueron de gran importancia para el país. En España, la dinastía de los Austrias o Habsburgo, convirtió a la nación en la primera potencia mundial, destacaron los reinados de Carlos I y su hijo Felipe II, cuando el Imperio Español alcanzó su máxima extensión, en Europa y en ultramar.  En el Centro y Oriente de Europa dominaba la República de las Dos Naciones. Después del año 1655 Polonia- Lituania fue el estado más fuerte en la parte oriental del continente. Más tarde comenzó la era de la dominación de Rusia y Austria.
La Iglesia Católica estaba perdiendo poder por la corrupción, los conflictos internos, y el surgimiento de la cultura en lo artístico, filosófico, científico y tecnológico, del movimiento renacentista.
Las nuevas naciones se encontraban envueltas en guerras y problemas políticos.

### Reforma

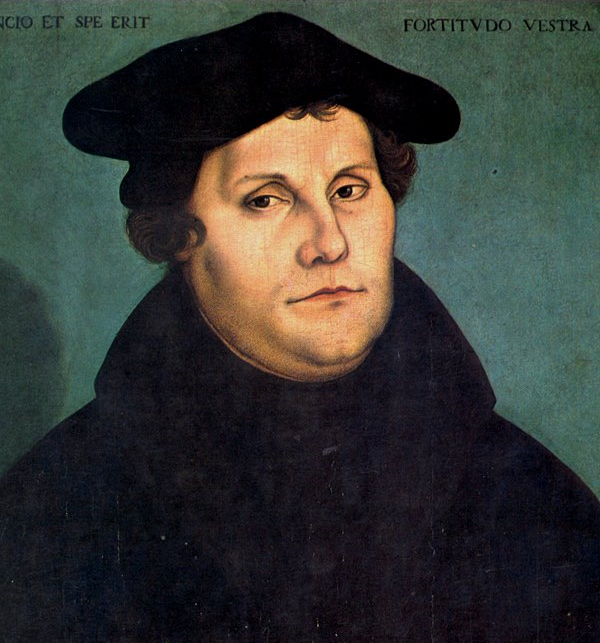
Martin Lutero.

Martín Lutero empezó la reforma en 1517, la reforma y la contrarreforma fue acompañada de guerras y persecuciones religiosas, con enormes implicaciones para Europa. En Inglaterra, Enrique VIII también rompió con la Iglesia católica, autoproclamándose cabeza de la Iglesia en su reino, y el imperio Alemán encabezado por los Habsburgo fue atacado por los príncipes protestantes de Alemania.
En Europa Central, polacos, lituanos, y húngaros, adoptaron la tolerancia religiosa entre los católicos, protestantes, ortodoxos y judíos. También los reyes católicos Isabel de Castilla y Fernando de Aragón estaban muy preocupados por la unidad religiosa de sus reinos, por lo que tomaron medidas cautelarias, como por ejemplo la creación de la Inquisición española (1478) y la expulsión de los judíos que no quisieran convertirse al cristianismo(1492). Su nieto Carlos I, heredará el título imperial, y hará de España el motor de un gran imperio que liderará Europa durante todo el siglo XVI y parte del XVII. Según el historiador Kamen, sería esta dominación española la primera globalización económica de la historia europea, y también el primer estado cosmopolita, puesto que estaba integrado por alemanes, austriacos, portugueses, italianos, flamencos y españoles de los varios reinos peninsulares, Aragón, Castilla y Navarra.

### Tiempo de guerras

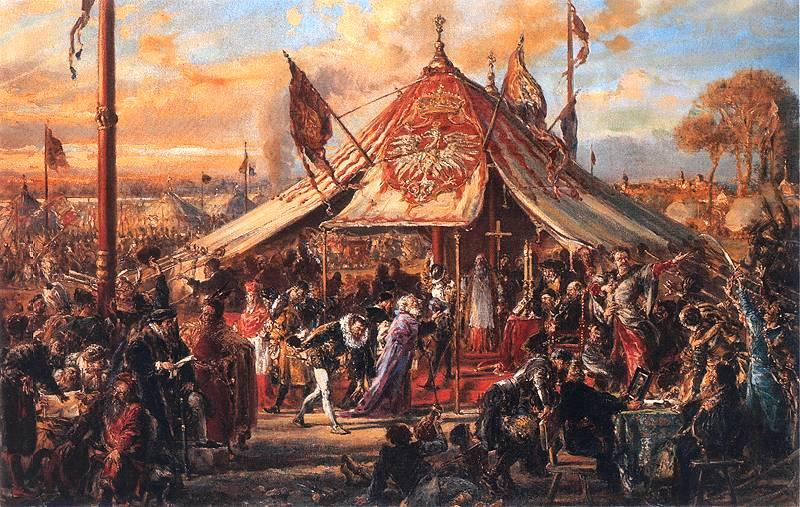
La República en el cenit de su poder por Jan Matejko.

En innumerables ocasiones a través de todo el siglo XVII en el antiguo continente han estallado muchos conflictos políticos y religiosos. El objetivo de dichas guerras fueron la lucha por la supremacía en el continente. Durante este período, se concentraron en Europa del Este numerosas guerras entre Polonia, Rusia y Turquía, después también Suecia entró en guerras. Durante el período comprendido entre 1612-1613 el ejército polaco ocupó Moscú,  y hasta mediados del siglo XVII, Polonia continuó dominando dicha parte de Europa. La época dorada del imperio polaco finalizó después de dos hechos acaecidos, el primer hecho, la Rebelión de Jmelnytsky y el segundo, el Diluvio. Mientras, en  Europa central,  sucedería una terrible guerra, la denominada guerra de los Treinta Años. Hacia finales de este siglo, Imperio otomano comenzó a ser una amenaza por sus ánsias expansionistas, llegando a ser una amenaza para Austria. Durante la Batalla de Kahlenberg Turquía fue vencida por la alianza austríaco-polaca, frenando así la amenaza invasiva turca.
República de las Dos Naciones con sistema político de la mancomunidad, llamado Democracia de los Nobles, se caracterizaba por la limitación del poder del monarca por las leyes y la cámara legislativa (Sejm) controlada por la Nobleza de Polonia (Szlachta). Este sistema fue el precursor de los conceptos modernos de democracia, Monarquía constitucional, y federación.

### Descubrimientos

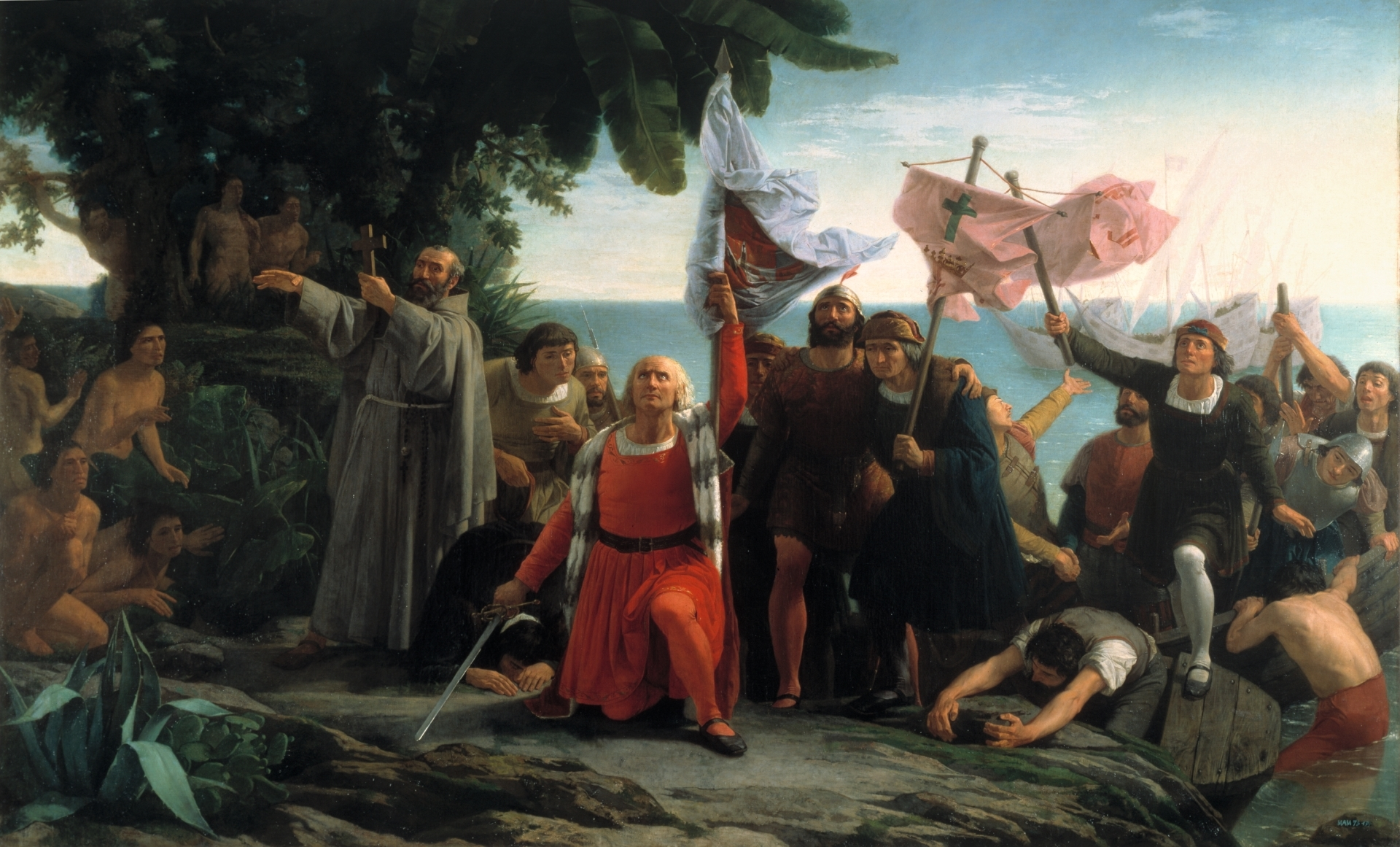
Primer desembarco de Cristóbal Colón en América 1492 (Exposición Nacional, Medalla de Primera clase) por Dióscoro Puebla

Desde principios del siglo XV extendiéndose hasta comienzos del siglo XVII, los navíos de Europa surcaron los mares del mundo en busca de nuevos socios y rutas comerciales con los que se pudo contribuir al floreciente capitalismo europeo. Durante estas exploraciones, los europeos descubrieron, conquistaron y cartografiaron territorios que anteriormente no conocían.

### Ilustración
La Ilustración (Lumières, en francés; Enlightenment, en inglés; Illuminismo, en italiano; Aufklärung, en alemán), en frase de uno de sus más importantes representantes, D'Alembert, «lo discutió, analizó y agitó todo, desde las ciencias profanas a los fundamentos de la revelación, desde la metafísica a las materias del gusto, desde la música hasta la moral, desde las disputas escolásticas de los teólogos hasta los objetos del comercio, desde los derechos de los príncipes a los de los pueblos, desde la ley natural hasta las leyes arbitrarias de las naciones, en una palabra, desde las cuestiones que más nos atañen a las que nos interesan más débilmente». Esto mismo nos indica que, más que el contenido mismo de sus doctrinas, lo original del movimiento fue la forma de pensamiento y valoración.
El siglo XVIII constituye, en general, una época de progreso de los conocimientos racionales y de perfeccionamiento de las técnicas de la ciencia. Fue un período de enriquecimiento que potenció a la nueva burguesía, si bien se mantuvieron los derechos tradicionales de los órdenes privilegiados dentro del sistema monárquico absolutista. Sin embargo, la historia del siglo XVIII consta de dos etapas diferenciadas: la primera supone una continuidad del Antiguo Régimen (hasta la década de 1770), y la segunda, de cambios profundos, culmina con la Revolución estadounidense, la Revolución francesa y Revolución industrial en Inglaterra.
Desde Gran Bretaña, donde algunos de los rasgos esenciales del movimiento se dieron antes que en otro lugar, la Ilustración se asentó en Francia, donde la anglofilia fue difundida por Voltaire, y produjo aquí su cuerpo ideológico, el enciclopedismo, y sus más representativas personalidades (Montesquieu, Diderot, Rousseau, Buffon, etc); también dio sus frutos, en ocasiones más o menos autónomamente, pero en la mayoría de casos dependientes de Gran Bretaña y, sobre todo, de Francia, en otras zonas europeas (Países Bajos, la península italiana y la ibérica, el conglomerado germánico, Polonia, Rusia, Suecia, etc.) o en sus colonias americanas; frutos condicionados por el grado de desarrollo ideológico y sociopolítico adquirido en el momento de lanzamiento de la nueva ideología y por el proceso interno seguido a lo largo de su desenvolvimiento.

## Revolución y nacionalismos

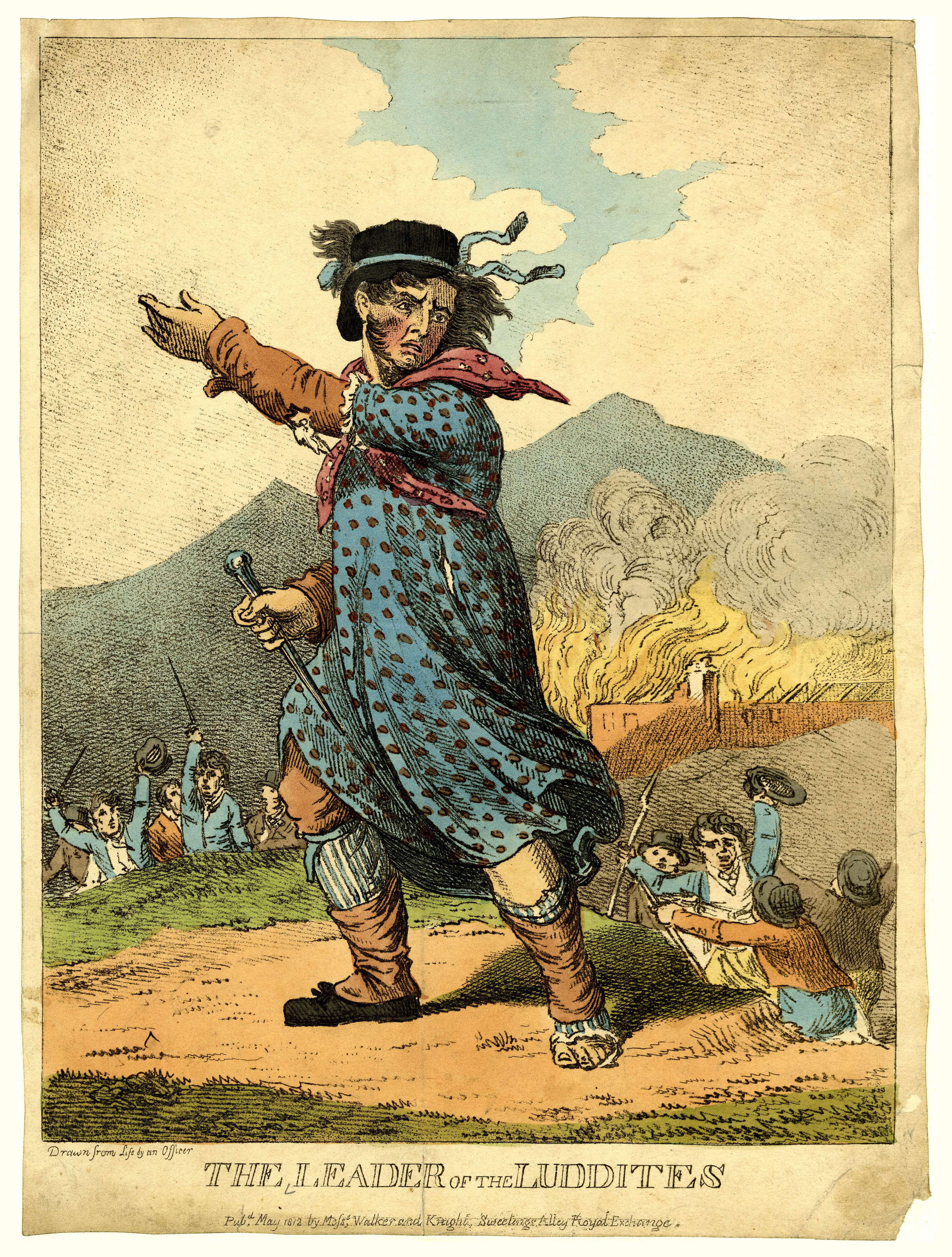
El ludismo, movimiento obrero cuyas acciones se basaban en la revuelta espontánea y desorganizada.

La libertad guiando al pueblo, idealización de las revoluciones liberales.

### Revolución industrial
En la segunda mitad del siglo XVIII se inicia en Inglaterra una transformación de las estructuras económicas y sociales que sirvió de base para el posterior desarrollo, la revolución industrial en el siglo XIX. La expansión colonial conllevó un aumento en la demanda de productos que no podía cubrirse con la protoindustria tradicional. La creación de fábricas, con el consiguiente aumento significativo de la producción y las consecuencias sociales que éstas trajeron; el cambio en el comercio textil, pasando de la lana al algodón, con el desarrollo de nuevas tecnologías aplicadas a todo el proceso de producción textil; así como la invención de la máquina de vapor y su aplicación práctica en el ferrocarril; todo ello supuso una revolución económica que conllevó una auténtica ruptura con el modelo económico medieval.
Cuando se creó la máquina de vapor gran parte de las empresas la adquirieron y su producción se volvió más rápida y sofisticada.

### Revolución Política
Al final del siglo XVIII, la negativa del rey francés Luis XVI (apoyada por la nobleza y el clero) de compartir el poder político con el llamado Tercer Estado originó la Revolución francesa en 1789, como un intento de crear una nueva forma de gobierno basada en los principios de Liberté, Égalité, Fraternité (Libertad, Igualdad y Fraternidad). El rey fue ejecutado, Francia fue proclamada una república y una especie de gobierno democrático fue establecido. En el subsiguiente conflicto (relacionado con la coalición de la mayoría de las monarquías europeas que le declararon la guerra a la Francia republicana) el general Napoleón Bonaparte tomó el poder.
En los años de la era Napoleónica, Francia venció repetidamente a Austria (cuyo monarca fue forzado a abdicar al título de Emperador del Sacro Imperio romano Germánico), Rusia, Prusia y a otras potencias aliadas principalmente a Inglaterra. También organizó la Confederación del Rin. Después de ser proclamado emperador francés en 1804, Napoleón fue derrotado finalmente en la Batalla de Waterloo en 1815.
Luego de la derrota de la Francia revolucionaria, las otras potencias mayores trataron de restaurar la situación que existía antes de 1789. De cualquier forma, sus esfuerzos no fueron suficientes como para detener la proliferación de los movimientos revolucionarios: las clases medias estaban fuertemente influidas por los ideales de democracia emanados de la Revolución francesa, la Revolución industrial trajo otros cambios sociales y económicos, las clases bajas empezaron a ser influenciadas por ideas socialistas, comunistas y anarquistas (especialmente las resumidas por Karl Marx en el Manifiesto del Partido Comunista, y la preferencia de los nuevos capitalistas por el Liberalismo).

### Fortalecimiento de los nacionalismos

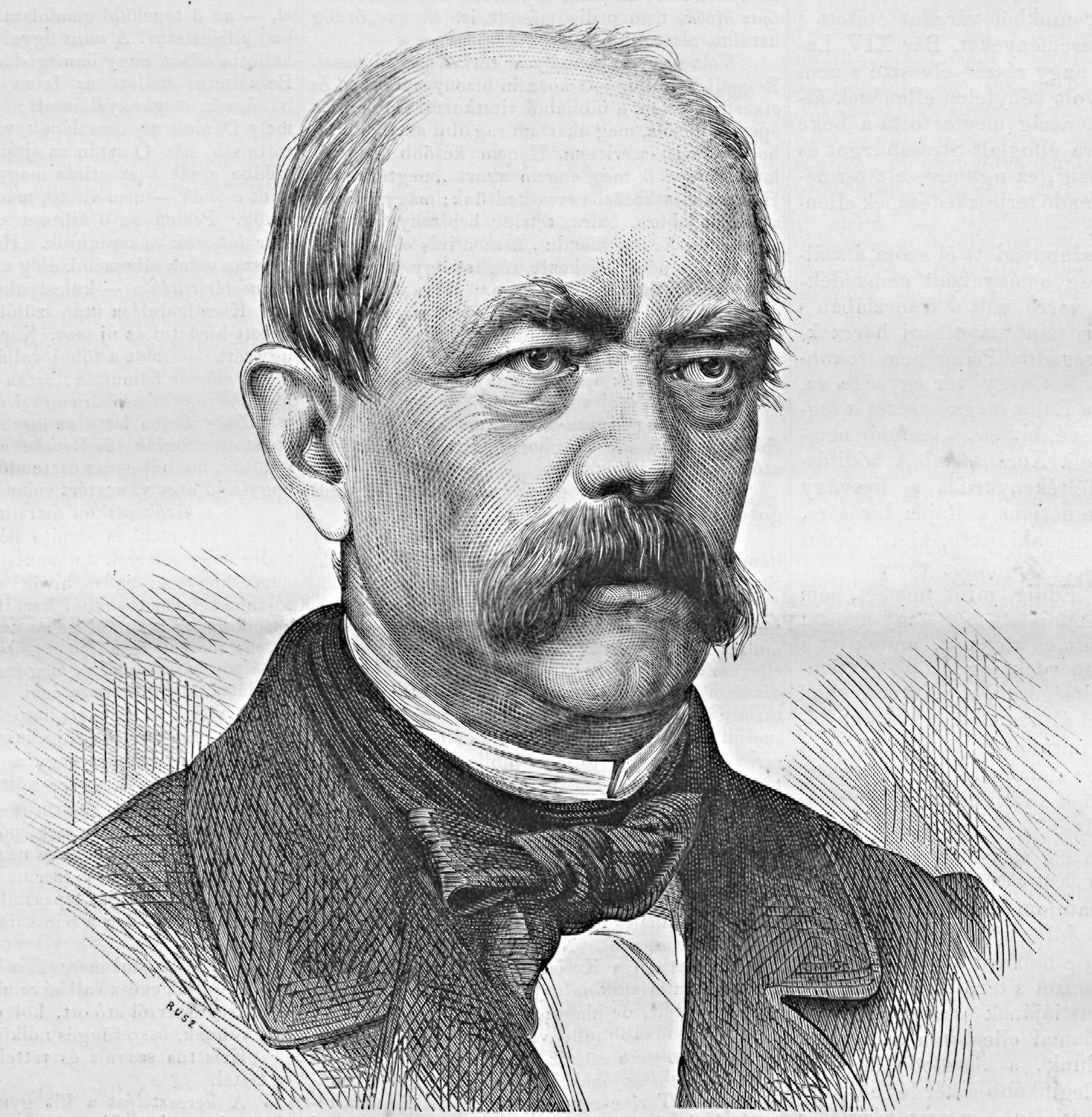
Otto von Bismarck, artífice de la unificación alemana.

Mayor inestabilidad vino de la formación de varios movimientos nacionalistas (en Alemania, Italia, Polonia, etc), que buscaban la unificación nacional o su liberación del gobierno extranjero. Como resultado, el periodo entre 1815 y 1871 vio un gran número de intentos revolucionarios y guerras de independencia. Aunque los revolucionarios eran comúnmente derrotados, la mayoría de los estados europeos se habían convertido en monarquías constitucionales (dejando de ser absolutistas). Hacia el año 1871, Alemania (victoriosa en la Guerra Franco-prusiana) se había desarrollado como un estado nacional unificado, llevándose a cabo la unidad alemana, bajo la figura del Imperio alemán, cuyo arquitecto fue Otto von Bismarck. Italia, cuyos estados también habían estado divididos, logró la unificación bajo el liderazgo de Camillo di Cavour y Giuseppe Garibaldi.
La dinámica política de Europa cambió en dos ocasiones durante el siglo XIX. La primera, tras el Congreso de Viena, y la segunda, después de la Guerra de Crimea. En 1815, durante el Congreso de Viena, las principales potencias de Europa se las arreglaron para producir un balance pacífico del poder entre los imperios después de las guerras Napoleónicas (a pesar de que ocurrieran movimientos revolucionarios internos). Pero la paz solo duraría hasta que el Imperio otomano hubiera declinado lo suficiente como para convertirse en blanco de los demás. Esto provocó la Guerra de Crimea en 1854 y se inició así un tenso periodo de choques menores dentro de los imperios de Europa que prepararon el estallido de la Primera Guerra Mundial.
Desde 1870, la hegemonía que Bismarck ejerció a lo largo de Europa puso a Francia en una situación crítica, obligando al país galo a reconstruir sus relaciones internacionales, buscando alianzas con Rusia e Inglaterra para controlar el creciente poderío de Alemania.  De esta manera, Europa se dividió en dos.

## Fin de la hegemonía europea

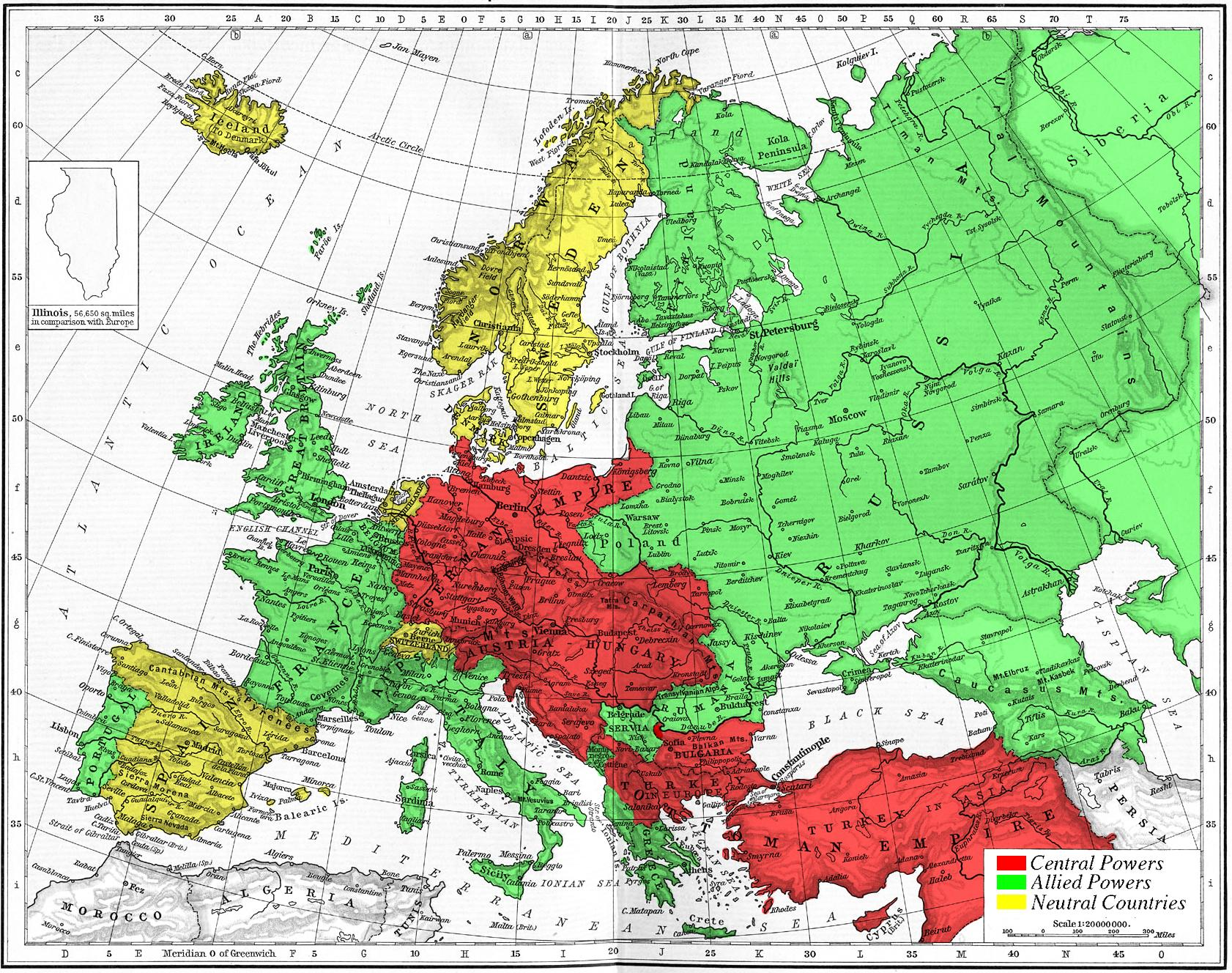
Alianzas militares europeas en 1915. Los aliados de la Triple entente en verde y las Potencias Centrales de la Triple Alianza en rojo.

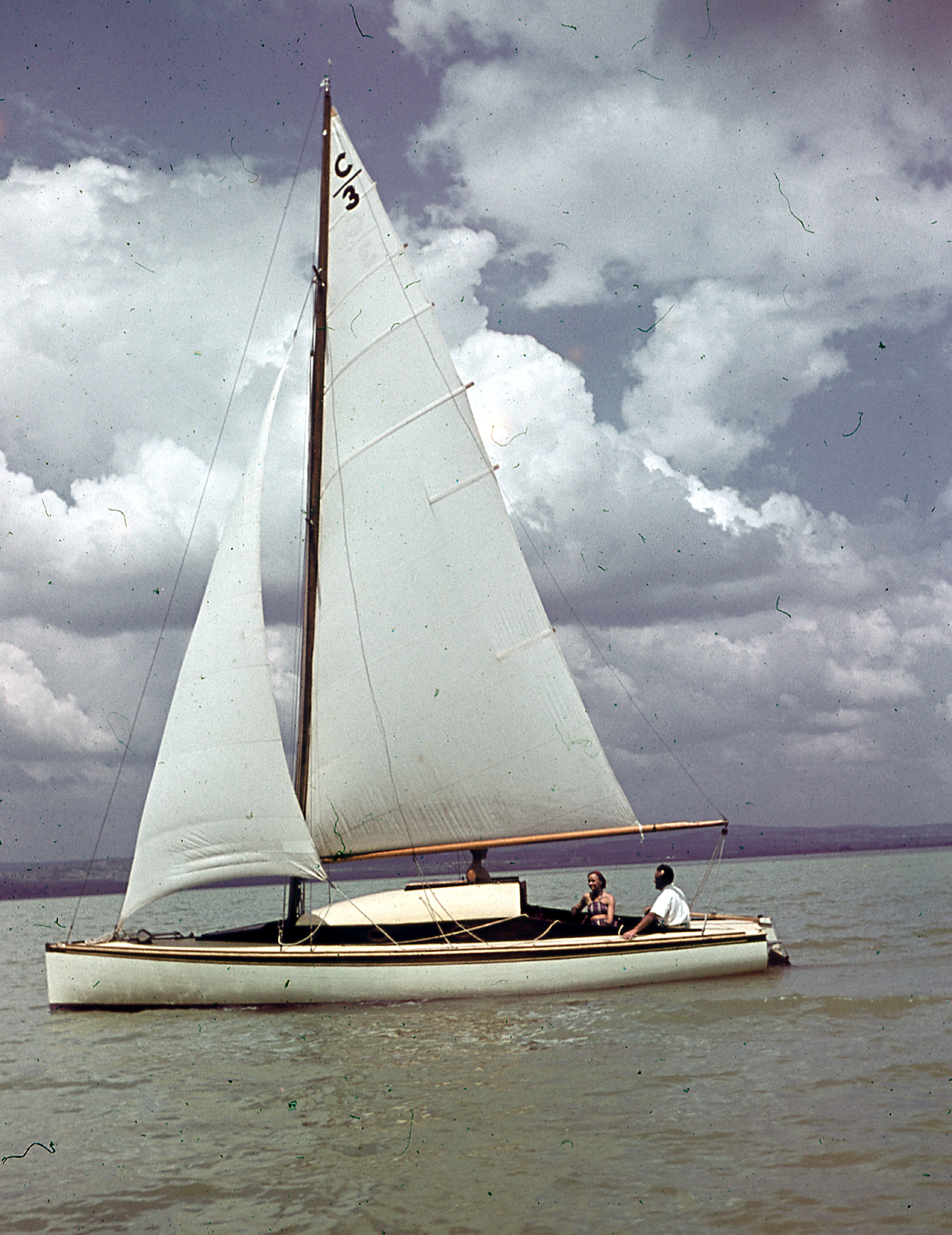
Los últimos momentos de la libertad antes de la Segunda Guerra Mundial. Yate en Hungría en 1939.

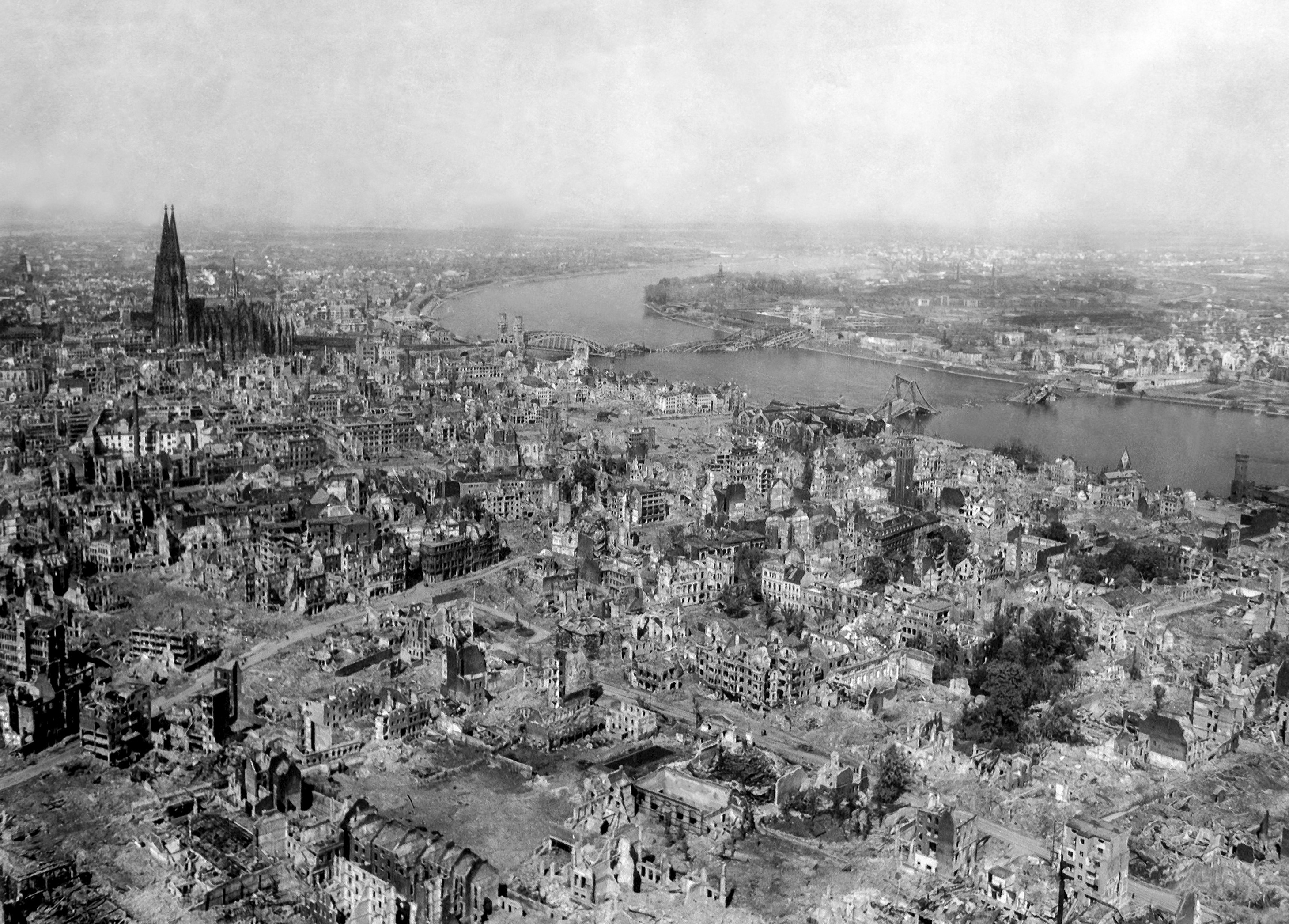
Fotografía aérea de Colonia (Renania del Norte-Westfalia), destruida por bombardeos aliados durante guerra.

Luego de la relativa paz durante el siglo XIX, la rivalidad entre las potencias europeas estalló en 1914, cuando se inició la Primera Guerra Mundial. En un lado se encontraban Alemania, el Imperio austrohúngaro y el Imperio otomano (las Potencias Centrales), mientras que del otro lado se encontraban Serbia y la Triple Entente - la vaga coalición de Francia, Inglaterra y Rusia, a la que se le uniría Italia en 1915 y los Estados Unidos en 1917. A pesar de la derrota de Rusia en 1917 (la guerra fue una de las principales causas de la Revolución rusa, que culminó en la formación de la Unión Soviética), la Entente finalmente consiguió el triunfo en el otoño de 1918.
En el Tratado de Versalles de 1919 los vencedores le impusieron duras condiciones a Alemania y reconocieron a los nuevos estados (como: Polonia, Checoslovaquia y Yugoslavia) creados en Europa Central con territorios que pertenecieron a Alemania, Austria-Hungría, y al Imperio ruso, tomando como base la supuesta autodeterminación de los pueblos. En las siguientes décadas, el temor al comunismo y a la Depresión económica de 1929-33 provocaron el auge de gobiernos extremistas - Fascista o Nazi - en Italia (1922), Alemania (1933), España (luego de una guerra civil que finalizó en 1939) y en otros países como Hungría.
Desde 1936 los futuros beligerantes de Europa en la Segunda Guerra Mundial comienzan a enfrentarse directa o indirectamente en el marco de la guerra civil española. El 25 de octubre el ministro de Asuntos Exteriores italiano, sostuvo una visita en la Alemania nazi que dio lugar al Pacto del Eje Roma-Berlín. El acuerdo consolidó las posiciones de Alemania e Italia contra Gran Bretaña y Francia. El 25 de noviembre siguiente, Japón y Alemania firmaron el Pacto Anti-Komintern. En 1939 Alemania y la URSS firman el Pacto Molotov-Ribbentrop. El protocolo secreto definía la repartición de la Europa del este y central bajo influencia alemana y rusa, y establecía la cuarta partición de Polonia. El 1 de septiembre Hitler ordenó la invasión de Polonia sin previa declaración de guerra, lo que motivó que Francia y el Reino Unido declararan la guerra a Alemania el 3 de septiembre, aún existiendo un tratado que comprometía a estos países. La URSS ocupó la parte oriental de Polonia, hecho acordado en el pacto germano-soviético, matando a miles de oficiales polacos en lo que se conoce como la Masacre de Katyn; posteriormente atacó a Finlandia el 30 de noviembre, en lo que se conoce como la Guerra de Invierno, pero enfrentada a una resistencia inesperada, ambos países firmaron la paz en Moscú el 12 de marzo de 1940, tras ceder Finlandia posesiones territoriales a cambio de conservar su independencia.
Tras la conquista de Polonia, Alemania invadió Dinamarca y Noruega, esperando la intervención de Francia y Reino Unido, pero como estos dos países no tomaron la iniciativa de atacar, no se produjo ninguna acción bélica en varios meses (conocido con el término francés Drôle de guerre, guerra graciosa), hasta la invasión de los Países Bajos, Francia y Bélgica por parte de Alemania en mayo y junio de 1940 (Blitzkrieg o guerra relámpago).

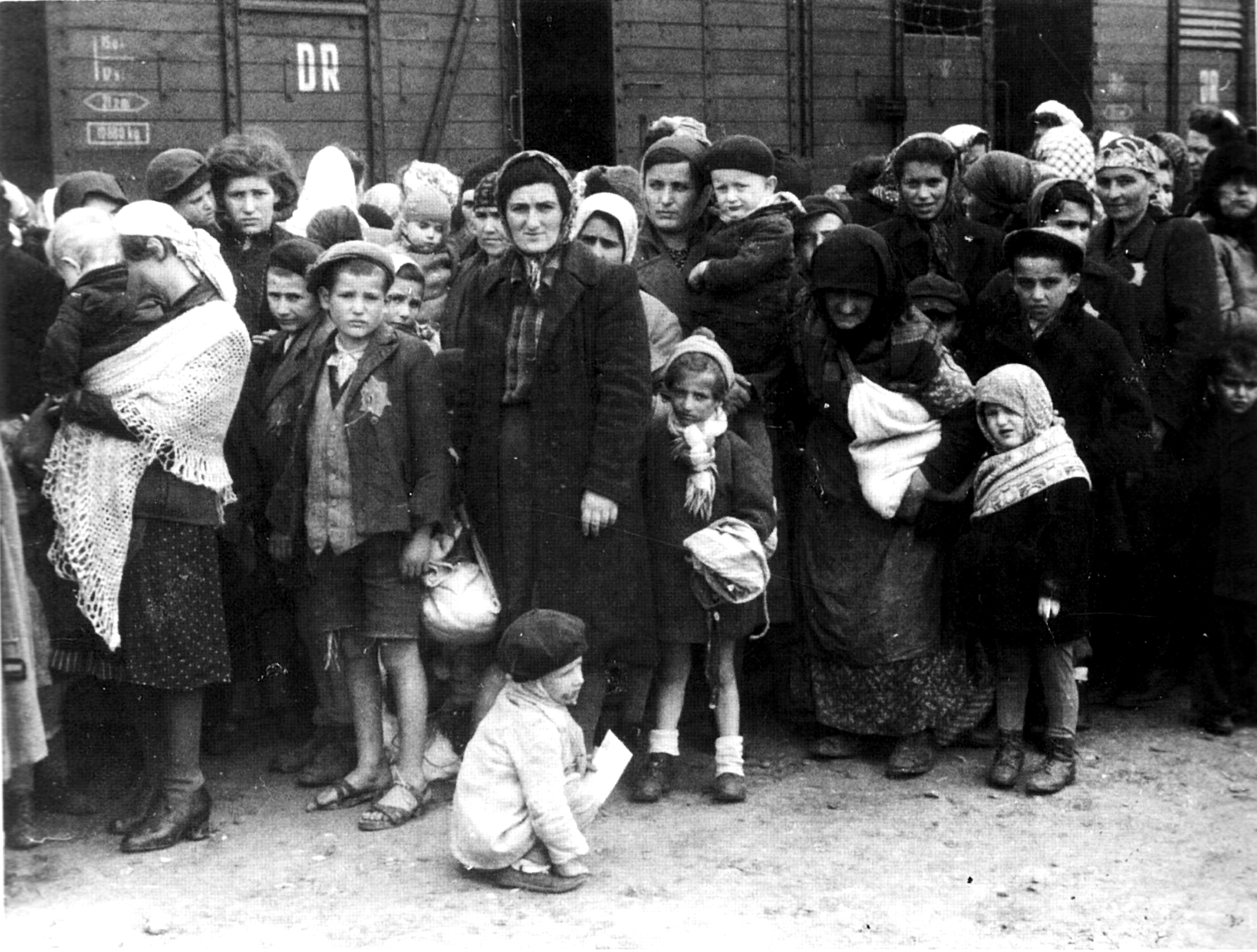
Judíos húngaros llegando al campo de concentración de Auschwitz

Desde la guerra contra Finlandia, Stalin había estado realizando esfuerzos apurados para modernizar el Ejército Rojo, ya que tanto él como Adolf Hitler sabían que el tratado de paz firmado no duraría mucho tiempo. Sin embargo, Hitler se adelantó a los planes de Stalin y en junio de 1941 Alemania lanzó la Operación Barbarroja contra la Unión Soviética, cuyo objetivo final era la derrota del país eslavo en solo tres meses, de esta manera Alemania despojaría a los ingleses de un posible aliado.
Después de derrocar a Mussolini, Italia, invadida por el sur, cambió al bando aliado en 1943, y Rumanía hizo lo mismo en 1944, al ser invadida por los rusos. Alemania capituló el 7 de mayo de 1945, tras haber caído Berlín el día 2 de mayo ante las fuerzas soviéticas. El día 8 de mayo se firmó el armisticio que puso fin a la guerra en Europa. Las Guerras Mundiales terminaron con la posición preeminente de Europa Occidental.

### Guerra Fría

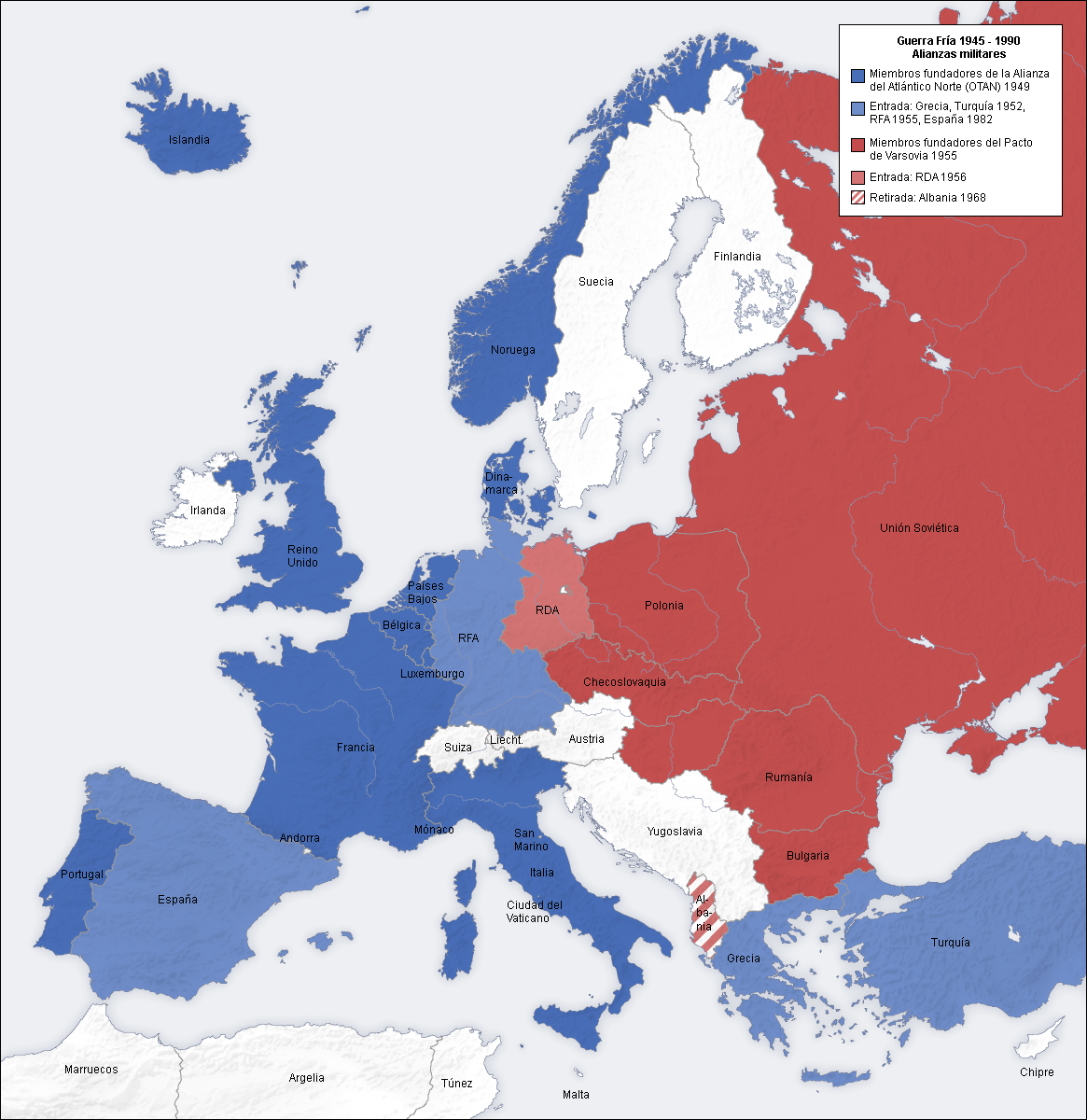
Influencia militar en la Europa de la Guerra fría. La OTAN en azul y el Pacto de Varsovia en rojo.

El mapa de Europa fue redibujado en la Conferencia de Yalta y fue dividido como la principal zona de contención en la Guerra Fría entre las dos nuevas potencias emergentes, la capitalista Estados Unidos y la comunista Unión Soviética. Los Estados Unidos pusieron a Europa Occidental (Inglaterra, Francia, Italia, Alemania Occidental, España, etc.) dentro de su esfera de influencia, estableciendo la OTAN como una medida precautoria en contra de una posible invasión soviética; la Unión Soviética hizo lo mismo con Europa Central (Polonia, Checoslovaquia, Hungría, Rumanía, Bulgaria, Alemania Oriental) formando el Pacto de Varsovia. Europa fue dividida, conociéndose a esta situación con la metáfora de "Telón de acero". Esta situación duró hasta 1989, cuando el debilitamiento de la Unión Soviética originó la Glásnost y el fin de la división de Europa - los gobiernos satélites soviéticos se vieron libres para disolver los regímenes comunistas (y las dos Alemanias pudieron reunificarse). En 1991 la misma Unión Soviética se colapsó, dividiéndose en varios estados (el principal quedó como la Federación Rusa) y se disolvieron la mayoría de los gobiernos comunistas.
Después del fin de la Segunda Guerra Mundial, Europa Occidental inició lentamente un proceso de integración política y económica, con el deseo de unir a Europa y así prevenir otra guerra. Este proceso dio como resultado el desarrollo eventual de organizaciones como la eurozona y la Unión Europea. Al final de la Guerra Fría, los países de Europa Central comenzaron a ser incluidos en estas organizaciones.

## Reunificación en Europa y resurgimiento de Rusia

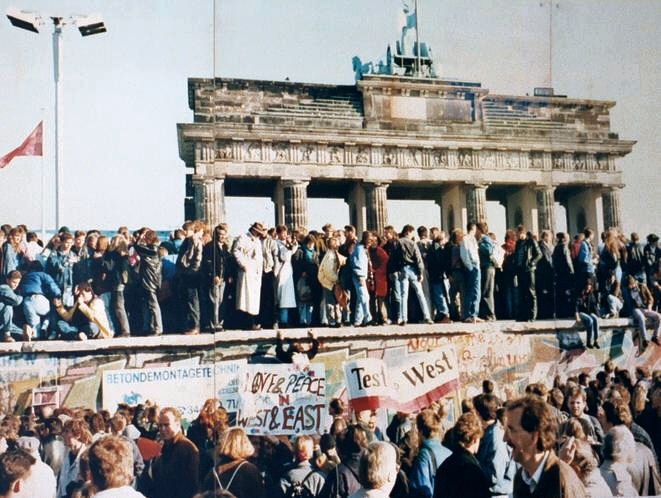
Caída del muro de Berlín y fin de la etapa comunista en el Este europeo

El 9 de mayo de 1950, Robert Schuman pronuncia el célebre discurso en el que tal como lo reconoce oficialmente la Unión Europea (UE) se dio el primer paso para la formación de esta organización. La UE se iniciaba como una vaga alianza económica entre naciones europeas, pero se requería un mayor esfuerzo para integrar estrechamente a los Estados miembros y convertir a la UE en una organización supranacional. El proceso de integración de Europa fue lento debido a la negativa de la mayoría de los Estados miembros a ceder su soberanía.
De cualquier forma, el proceso empezó a acelerarse a principios de los años 1990. Las naciones dentro de la Unión Europea crearon una zona de libre comercio y eliminaron la mayoría de las barreras aduaneras a lo largo de sus fronteras. La nueva moneda para Europa, el Euro, fue establecida electrónicamente en 1999, uniendo oficialmente a las monedas de cada nación participante. El Euro fue puesto en circulación en 2002 y las viejas monedas se volvieron obsoletas.

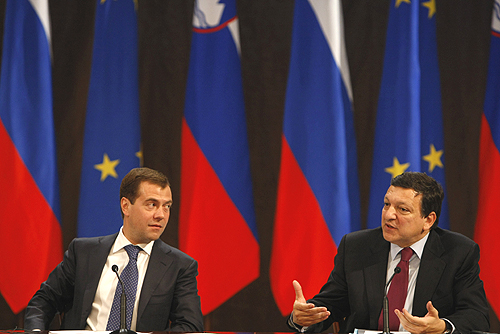
Dmitri Medvédev y José Manuel Durao Barroso

Pese al fortalecimiento de la unidad continental, Europa no supo evitar conflictos como las guerras yugoslavas y en 2003 algunos países europeos, encabezados por Alemania, Francia y Rusia, se opusieron al nuevo concepto de "guerra preventiva" y rechazaron participar en la Invasión de Irak. Otros países europeos, encabezados por Italia, España y Polonia, respaldaron la guerra de Irak y enviaron efectivos militares.
Desde 2013 la UE está conformada por 28 países europeos y algunos territorios de ultramar. Ese mismo año los jefes de Gobierno de los países que forman la UE aprobaron el Tratado de Lisboa, que deberá ser ratificado por cada uno de los Estados miembros antes de finales del 2008 (dicho tratado entró en vigor el 1 de diciembre de 2009) introduciendo por primera vez la posibilidad de la salida de un Estado miembro de la UE en su artículo 50 que se utilizó tras el referéndum del Brexit (convocado por David Cameron al conseguir la mayoría absoluta en 2015) sin embargo tras defender la permanencia del Reino Unido en la UE dimitió como primer ministro. 
El 23 de junio de 2016 (tras haber ganado los partidarios de la salida del Reino Unido de la UE por un 51 % fue  invocado formalmente por Theresa May(Primera ministra del Reino Unido el artículo 50 del tratado de Lisboa) el 29 de marzo de 2017 esto produjo el inicio de las negociaciones para la salida del Reino Unido de la UE sin embargo a pesar de haber alcanzado un acuerdo con la UE en noviembre de 2018 no consiguió que lo aprobase el Parlamento Británico esto produjo la dimisión de Theresa May tras ella vino Boris Johnson actual primer ministro Británico tras ser elegido por la militancia del Partido Conservador Británico en julio de 2019, Boris Johnson consiguió hacer modificaciones en el acuerdo de salida que fueron aceptadas por la UE y en octubre del 2019 se llegó aún acuerdo que permitió la salida del Reino Unido como estado miembro de la UEel 31 de enero de 2020(además las elecciones al parlamento británico celebradas el 12 de diciembre de 2019 facilitaron la salida dando la mayoría absoluta a Boris Johnson) aunque siguen sometidos a las regulaciones de la UE hasta alcanzar un acuerdo comercial y se tiene de plazo hasta el 31 de diciembre de 2020 pero que se puede ampliar debido a la falta de tiempo para alcanzar un acuerdo comercial o producirse una salida sin acuerdo por parte del Reino Unido.
Esto ha producido en la UE que desde el 31 de enero de 2020 la UE tiene 27 Estados miembros. 
 Actualmente la UE se basa en cuatro tratados (Tratados de Roma, Maastricht y Ámsterdam) que fijan sus normas de actuación.
Por otra parte la UE es la primera potencia comercial, representando el 20 % de las importaciones y exportaciones mundiales.
Un aspecto interesante de la demografía europea durante la segunda mitad del siglo XX y principios del siglo XXI, es que durante la segunda mitad del siglo XX, la baja natalidad y las condiciones económicas imperantes en Europa y las regiones adyacentes, favoreció enormemente los procesos migratorios, y numerosos países de Europa recibieron grandes cantidades de migrantes de Asia, África y menor medida América Latina, llegando a tener muchos países porcentajes de población inmigrantes procedente de esas regiones de entre el 5 y 15 %.